# Desa Wonoayu (administrativ by i Indonesien, lat -8,15, long 112,79)
Desa Wonoayu är en administrativ by i Indonesien.   Den ligger i provinsen Jawa Timur, i den västra delen av landet, 700 km öster om huvudstaden Jakarta.